# Zvědavá ulička
Zvědavá ulička je ulice v Jilemnici, známá díky typickým podkrkonošským roubenkám. Název uličky vychází z faktu, že domy na západní straně jsou za sebou postaveny tak, aby každý další byl posunut o jednu okenní osu blíž do ulice, a díky tomu mohli obyvatelé každé roubenky pozorovat dění na hlavní třídě.

## Historie

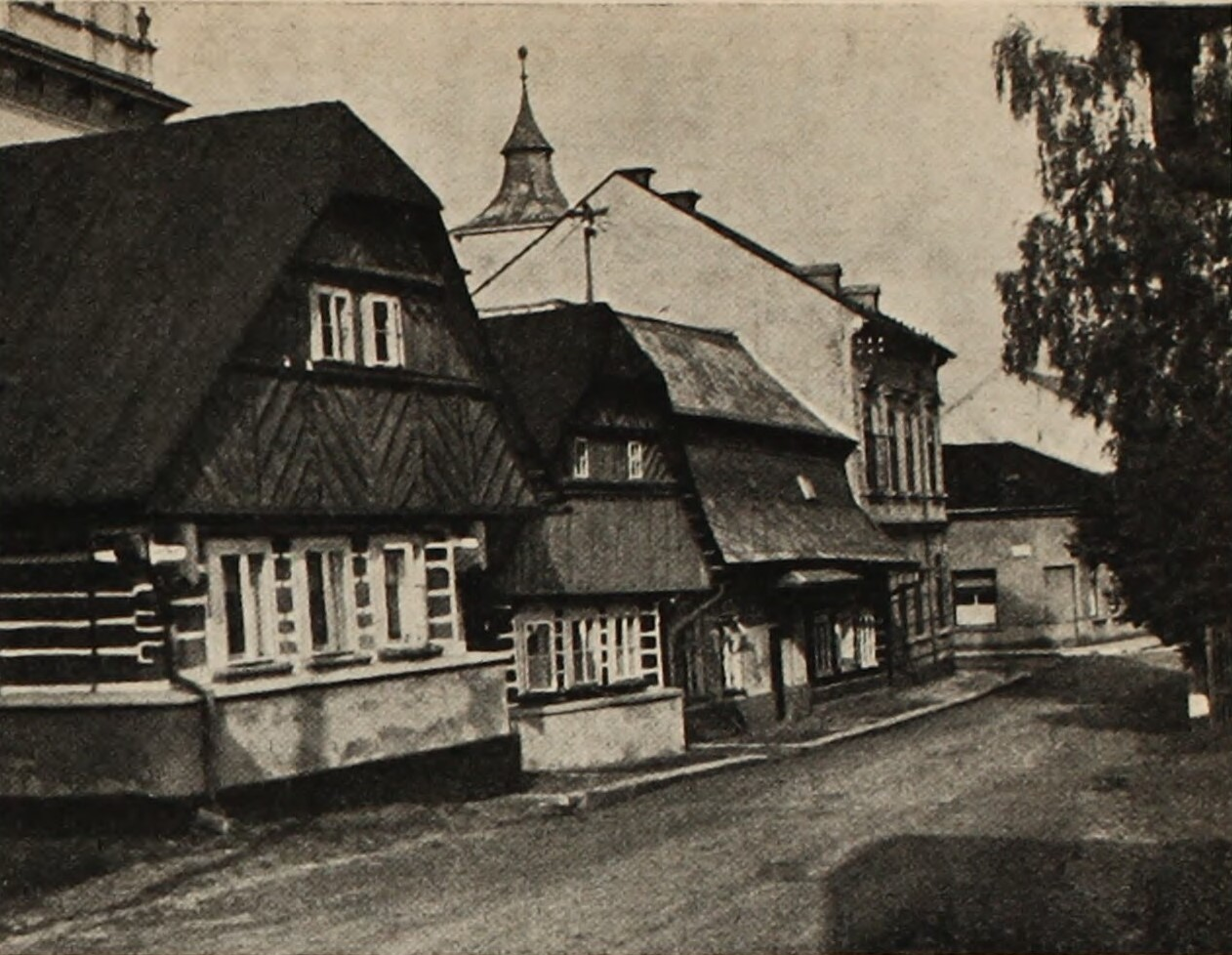
Zvědavá ulička okolo roku 1940

Zvědavá ulička sloužila původně jako úvozová cesta do vedlejší Mříčné. Většina přízemních roubenek (vyjma domu čp. 113) byla postavena po velkém požáru města v roce 1788, který zničil radnici, většinu dřevěných zámeckých budov, střechu kostela sv. Vavřince, faru, kapli svaté Alžběty a dalších 114 budov.

## Popis

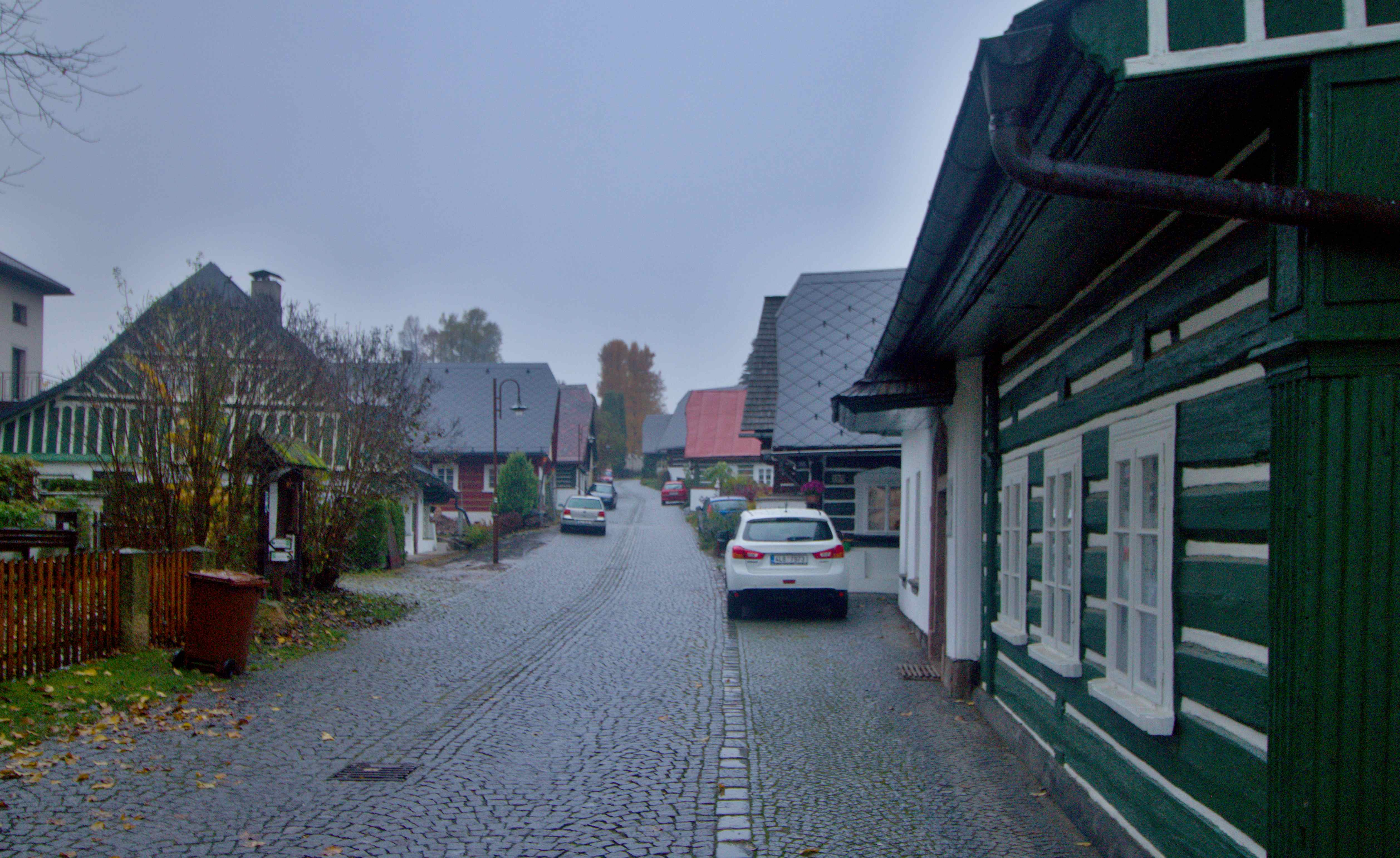
Zvědavá ulička v roce 2020

Domy ve Zvědavé uličce jsou roubeny z mohutných trámů a spáry mezi nimi, které se nazývají lišty, jsou vyplněny mazaninou z jílu, plev a pazdeří. Trámy se původně konzervovaly volskou krví, lišty se bílily. Každý dům má ozdobně pobíjené lomenice – nejvíce zdobené v Krkonoších a Podkrkonoší. Mnohá stavení byla v minulosti doplněna přístavky a u některých se změnila střešní krytina, která byla ještě na počátku 20. století výhradně šindelová. I přesto se dodnes většina chalup dochovala v památkově hodnotném stavu. Zvědavá ulička tak představuje dnes již ojedinělý doklad krkonošské roubené předměstské zástavby. V minulosti ve Zvědavé uličce žili především drobní řemeslníci – tkalci, pekaři, fiakrista, cvočkář, kartáčník a mnoho dalších. Dnes jsou všechny chalupy běžně obydlené, a proto nepřístupné.

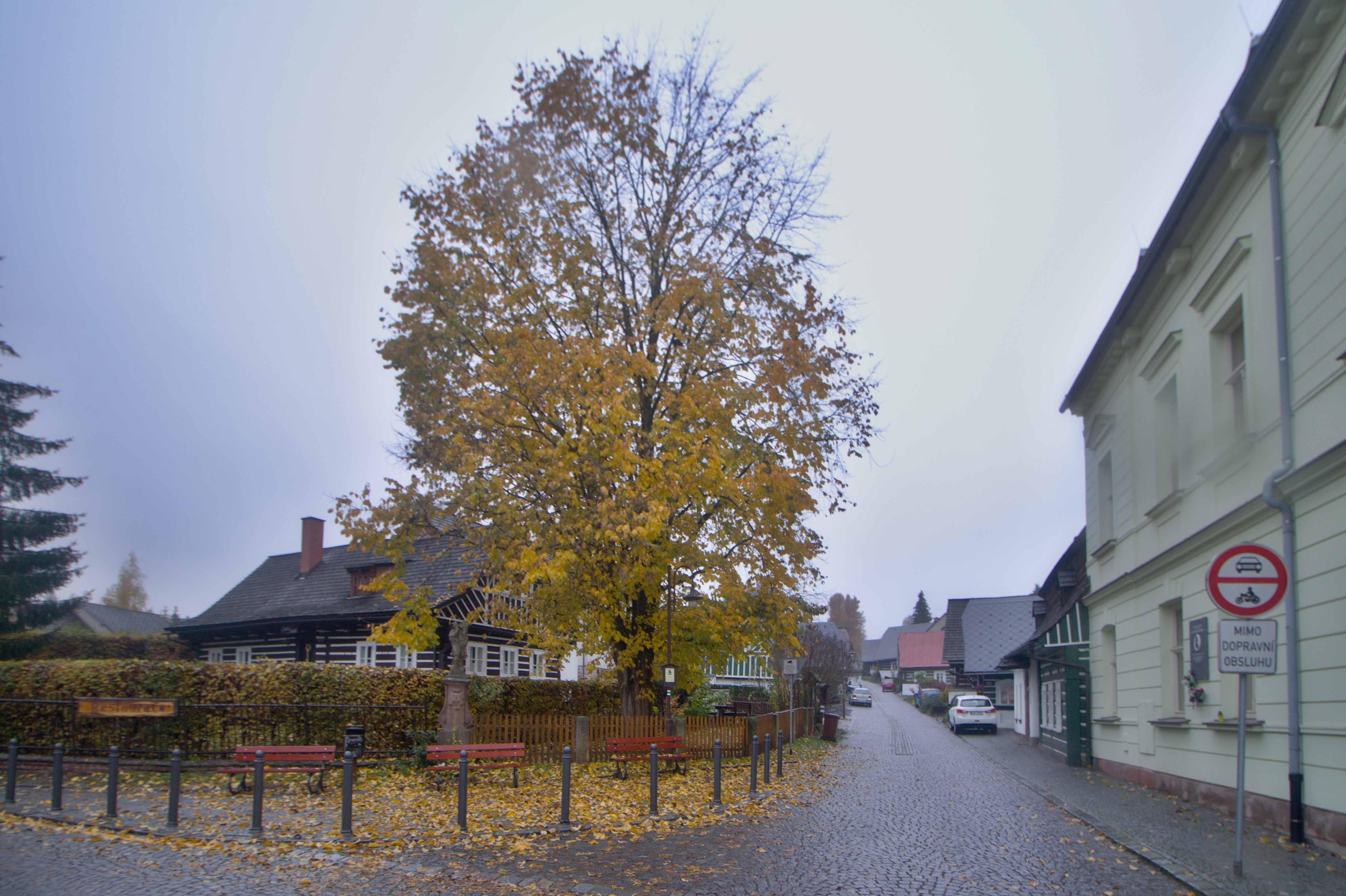
Východní okraj uličky

U východního vstupu do uličky stojí socha svatého Jana Nepomuckého z roku 1731 (od neznámého autora) a roste zde jilm horský, který je erbovním stromem města Jilemnice.
Jihovýchodní část Zvědavé uličky končí pod „novým“ jilemnickým hřbitovem (rozděleným na tři části – katolický, evangelický a urnový), kde jsou pohřbeny významné jilemnické osobnosti, například Jaroslav Havlíček, Zbyněk Havlíček, Jan Weiss, Bohumil Hanč nebo Jan Buchar. Nachází se zde také architektonicky zajímavá novorenesanční Haklova pohřební kaple z roku 1885.